# Station Västra Ämtervik
Station Västra Ämtervik is een spoorwegstation aan de Frykdalsbanan in de Zweedse plaats Västra Ämtervik. Het stationsgebouw is verbouwd tot woonhuis.

## Treinverbindingen
| Serie | Treinsoort       | Route                                                      | Bijzonderheden                                                                    |
| ----- | ---------------- | ---------------------------------------------------------- | --------------------------------------------------------------------------------- |
| 74    | Stoptrein (VTAB) | Karlstad – Kil – Västra Ämtervik – Sunne – Lysvik – Torsby | Enkele treinen tot Sunne. Stopt beperkt op de haltes Trångstad, Kolsnäs en Oleby. |